# Das Land der Juwelen
Das Land der Juwelen (jap. 宝石の国, Hōseki no Kuni) ist eine Manga-Serie von Haruko Ichikawa, die von 2012 bis 2024 in Japan erschien. Sie wurde ab 2017 als Anime-Fernsehserie adaptiert und ist ins Genre Science-Fiction einzuordnen.

## Inhalt
Nachdem sechs Meteoriten auf die Welt niedergegangen sind und die Menschen verschwanden, leben auf ihr nur noch 28 Edelsteine in Menschengestalt zusammen mit ihrem Lehrmeister. Die geschlechtslosen Edelsteine sprechen sich (in der dt. Fassung) untereinander mit dem Pronomen xier an. Die einzelnen Edelsteine, die alterslos sind und das Aussehen von Jugendlichen um die 15 haben, leuchten im Licht der Sonne in der Farbe des jeweiligen Steins, was aber aufgrund einer weißen Pulverschicht nur an ihren Haaren und Augen zu erkennen ist.
Seit einigen tausend Jahren befinden sich die Edelsteine in einem Konflikt mit den Mondbewohnern, die die Edelsteine jagen, um Schmuck und Gebrauchsgüter aus ihnen zu machen. Einige der Edelsteine sind ihnen schon zum Opfer gefallen, so müssen die Verbleibenden die Angriffe mit Geschick und ihren Obsidianschwertern abwehren.

### Die Edelsteine
Die Edelsteine sind intelligente humanoide Wesen aus verschiedenen belebten Edelsteinen, die durch bestimmte Einschlüsse zum Leben erweckt werden. Um am Leben zu bleiben, oder besser, um aktiv zu bleiben, benötigen sie nur eine Lichtquelle. Da das Licht im Winter abnimmt, ziehen sich die Edelsteine jedes Jahr zu einer Art Winterschlaf zurück, und überlassen die Verteidigung einigen Wenigen, da auch die Angriffe der Mondbewohner zurückgehen. Die Edelsteine sind geschlechts- und alterslos und können eigentlich nicht zu Tode kommen, da sie aus ihren einzelnen Splittern, selbst winzig kleinen, wieder zusammengefügt werden können.
Ihrem Aussehen nach entsprechen sie etwa androgynen Kindern, oder Jugendlichen mit einer weißen Haut aus Mineralpulver, eine Form, die ihnen von ihrem Lehrer gegeben wurde, nachdem sie an einem Strand aus dem Gestein hervorgekommen sind. Der Lehrmeister ist auch der älteste unter den Edelsteinen und unterscheidet sich von diesen durch die schwarze Robe eines buddhistischen Mönchs, seinen kahlen Kopf und die Tatsache, dass er unter den Edelsteinen der einzige Erwachsene ist.
Die Edelsteine tragen, abhängig von der Jahreszeit, Schuluniformen und gehen verschiedenen Tätigkeiten nach, wie etwa dem Patrouillieren, um Angriffen der Mondbewohner entgegenzukommen, dem Nähen von Kleidung, dem Archivieren von Ereignissen, dem Fertigen von Waffen, dem Verarzten von Verletzten usw. Das Leben spielt sich hauptsächlich in einem ausgehöhlten Gesteinsdom ab, der als Schulgebäude und Behausung dient. Unter sich teilen sich die Edelsteine in Härtegrade ein, was nicht dem Zweck einer Kommandohierarchie dient, sondern etwa darauf hindeutet, wie gut ein Edelstein eine Aufgabe erfüllen kann, wie etwa Kämpfen.

#### Magnifizenz Brillant
Seine Magnifizenz Brillant ist der Lehrmeister der Juwelen. Er unterscheidet sich von den anderen Juwelen dadurch, dass er der einzige Erwachsene ist und anstelle der Schuluniform die Robe eines buddhistischen Mönchs trägt, so wie er auch den dazugehörenden kahlgeschorenen Schädel aufweist. Er war es, der den Juwelen alles Nötige beigebracht hat und sie auch weiterhin unterweist und leitet. Er ist in der Lage, die Mondbewohner zu vertreiben, und verbringt einen großen Teil der Zeit mit Meditation. Trotz seines kalt wirkenden Auftretens sorgt er sich sehr um die anderen Juwelen, besonders Phosphophyllit, dier immer wieder in Schwierigkeiten gerät. Die Mondbewohner scheinen an Brillant besonderes Interesse zu haben.

#### Phosphophyllit
Phosphophyllit, kurz Phos genannt, ist der weichste und zerbrechlichste der Edelsteine und erhält die Aufgabe zugewiesen, eine naturkundliche Enzyklopädie der bekannten Welt zu erstellen. Doch da Phosphophyllit nicht weiß, wofür diese nützlich ist, soll Cinnabarit helfen. Cinnabarit scheidet ein Gift (Quecksilber) aus, das auch für die anderen Edelsteine schädlich ist, und lebt daher isoliert. Gemeinsam machen sie sich an ihre Aufgabe und lernen dabei auch einander besser kennen. Ihre Aufgabe tritt jedoch bald in den Hintergrund, als das Mondvolk erstmals das Haus der Edelsteine angreift und dann der Winter naht.

#### Cinnabarit
Cinnabarit unterscheidet sich von den anderen Juwelen dadurch, dass xier ein für diese schädliches Gift (Quecksilber) ausscheidet, welches diesen den Glanz raubt, weshalb xier nicht im Schulgebäude lebt, sondern außerhalb in einer weit entfernten Höhle. Wegen dieses Problems geht xier nicht am Tag auf Patrouille, sondern in der Nacht, was eigentlich nicht nötig ist, da die Mondbewohner nachts nicht angreifen.
Cinnabarit freundet sich mit Phos an, als xier diesen vor den Mondbewohnern rettet.

#### Bort
Bort ist eine besonders widerstandsfähige Form des Diamanten, und gleichzeitig der beste Kämpfer unter den Juwelen. Xier trägt lange schwarze Haare und legt ein wenig freundliches, fast schon arrogantes Auftreten an den Tag. Ist xier über die Kampfleistung, oder die Leichtsinnigkeit der anderen verärgert, so tadelt xier diese rücksichtslos. Phosphophyllit erregt viel zu oft xiesen Unmut, was sich jedoch bessert als Phos zu einem besseren Kämpfer wird.

#### Rutil
Rutil gehört bei den Juwelen zum ärztlichen Personal. Xier kennt sich am besten mit den Leiden xieser Art aus und ist besonders gut in der Lage zerbrochene Juwelen wieder ganz zu machen. Rutil trägt fast immer einen weißen Kittel und beschäftigt sich seit Jahrhunderten damit Padparadscha, dier unvollständig entstanden ist, wieder zum Leben zu erwecken, was zumindest zeitweise auch gelingt. Padparadscha hatte zuvor im Zweierteam mit Rutil gekämpft.

#### Alexandrit
Alexandrit ist ein Edelstein, der sich exzessiv der Sammlung und Kategorisierung von Sichtungen der Mondbewohner widmet. Alexandrit hat ein umfassendes Wissen über die verschiedenen Typen der Mondbewohner und die Daten zu jeder einzelnen Erscheinung derselben. Diese Informationen sind jedoch aus zweiter Hand, da xier die Mondbewohner nicht anblicken darf, da xier sonst in einen berserkerartigen Zustand verfällt.

### Die Mondbewohner
Die Mondbewohner kommen alle paar Tage zur Erde, um die Edelsteine zu jagen und diese vollständig oder in Splittern auf den Mond zu verschleppen. Die Edelsteine unterscheiden bei den Angreifern zwischen neuen und älteren "Modellen", wobei es sich bei diesen um zahlreiche, an buddhistische Bildmotive angelehnte, Figuren handelt, die auf einer Wolke über dem Boden schweben. Werden sie von den Waffen der Edelsteine getroffen, lösen sie sich in Rauch auf und verschwinden, ohne eine Spur zu hinterlassen. Als Hauptwaffe der Mondbewohner dienen Pfeile mit Spitzen, die aus gefangenen Edelsteinen gefertigt worden sind, daneben bedienen sich die Angreifer auch zahlreicher weiterer Vorrichtungen und Tricks, um ihr Ziel zu erreichen. Es heißt, dass die Mondbewohner die Edelsteine jagen, um diese zu Schmuck und Gebrauchsgegenständen wie den genannten Pfeilspitzen zu verarbeiten, aber es scheint alles sehr viel komplizierter zu sein als die Edelsteine anfangs denken.

### Die Admirabilis
Die Admirabilis sind die biologischen und somit sterblichen Bewohner des Meeres. Sie haben eine Tierform, die ihnen das Aussehen von Weichtieren verleiht, und eine humanoide Form, die auch teils an Meeresschnecken und Quallen erinnert. Sie stehen unfreiwillig im Dienst der Mondbewohner und versuchen etwa, Phosphophyllit zu entführen.

## Veröffentlichung
Der Manga erschien von Oktober 2012 bis April 2024 im Magazin Afternoon bei Kodansha. Der Verlag brachte die Kapitel auch gesammelt in insgesamt 13 Bänden heraus. Während der 1. Band sich in der ersten Woche etwa 20.000 Mal verkaufte, erreichte der 8. Band in Japan in drei Wochen über 130.000 Verkäufe. Der 9. Band verkaufte sich bereits in der ersten Woche über 90.000 Mal.
Eine deutsche Übersetzung erscheint seit Oktober 2018 mit bisher zwölf Bänden bei Manga Cult. Die Redaktion entschied sich für die Verwendung einer Reihe von Pronomen ohne Geschlecht, um die Geschlechtsneutralität der Edelsteine sprachlich auszudrücken. Es wurde auf die xier-Pronomen zurückgegriffen, die seit 2009 von Illi Anna Heger entwickelt werden.
ECC Ediciones bringt eine spanische Übersetzung heraus, Glénat eine französische und Kodansha Comics eine englische.

## Animeserie
Im Jahr 2017 entstand im Studio Orange eine zwölfteilige Anime-Serie für das japanische Fernsehen. Hauptautor war Toshiya Ono und Takahiko Kyōgoku führte Regie. Das Charakterdesign stammt von Asako Nishida und die künstlerische Leitung wurde abwechselnd von Airi Ando, Hisako Akagi, Takahiro Koyama und Yūji Kaneko übernommen.
Die 24 Minuten langen Folgen wurden vom 7. Oktober bis zum 23. Dezember 2017 von den Sendern AT-X, Nippon BS, MBS und Tokyo MX in Japan ausgestrahlt. Untertitelte Fassungen entstanden in Englisch, Französisch, Spanisch, Italienisch und Portugiesisch und wurden von Animax Asia sowie diversen Streaming-Plattformen veröffentlicht.

### Synchronisation
| Rolle                | japanischer Sprecher (Seiyū) | deutscher Sprecher   |
| -------------------- | ---------------------------- | -------------------- |
| Cinnabarit           | Mikako Komatsu               | Corinna Dorenkamp    |
| Phosphophyllit       | Tomoyo Kurosawa              | Patricia Strasburger |
| Diamant              | Ai Kayano                    | Rieke Werner         |
| Bort                 | Ayane Sakura                 | Milena Karas         |
| Rutil                | Yumi Uchiyama                | Samina König         |
| Jade                 | Ayahi Takagaki               | Betül Jülide Gülgec  |
| Magnifizenz Brillant | Jouji Nakata                 | Andreas Meese        |
| Ventricosus          | Chiwa Saitou                 | Cathlen Gawlich      |

### Musik
Yoshiaki Fujisawa komponierte die Musik der Serie. Das Vorspannlied ist Kyōmen no Nami (鏡面の波) von YURiKA und im Abspann sind folgende Lieder zu hören:
- Kirameku Hamabe (煌めく浜辺) von Yuiko Ōhara
- liquescimus von Tomoyo Kurosawa
- Kyōmen no Nami (Orchesterversion) von YURiKA

## Rezeption
Die Serie gewann den großen Preis bei den 45. Nihon SF Taisho Awards.